# Bezirksgericht Bayreuth
Das Bezirksgericht Bayreuth war ein Bezirksgericht im Königreich Bayern und der Vorläufer des Landgerichts Bayreuth. Das Bezirksgericht existierte von 1857 bis 1879 und hatte seinen Sitz in der Stadt Bayreuth.

## Geschichte
Mit Gesetz vom 1. Juli 1856 wurde das Justizwesen in Bayern neu geordnet. Das bisherige Kreis- und Stadtgericht Bayreuth wurde aufgehoben. Dieses war für Bayreuth sowie für die in ihrem Sprengel befindlichen Standesherren Gerichte erster Instanz. Für alle anderen Angelegenheiten waren sie Gerichte der zweiten Instanz in Kriminal- und Zivilrechtssachen.
Das Bezirksgericht umfasste neben dem Stadtbezirk Bayreuth den Bereich der Landgerichte Bayreuth, Berneck, Kulmbach, Hollfeld, Pegnitz, Pottenstein, Thurnau und Weidenberg.
Mit dem Inkrafttreten des deutschen Gerichtsverfassungsgesetzes wurde 1879 das Bezirksgericht Bayreuth wie alle anderen bayerischen Bezirksgerichte aufgelöst. Sein Nachfolger in der Funktion als Gericht der zweiten Instanz war das Landgericht Bayreuth.

## Direktoren des Bezirksgerichts Bayreuth
- Ernst Freiherr von Waldenfels, 1857–1868[3]
- Wilhelm Landgraf, 1868–1879